# Guajará-Mirim (gemeente)
Guajará-Mirim is een gemeente in de Braziliaanse deelstaat Rondônia. De gemeente telt 39.386 inwoners (schatting 2022).

## Geografie

### Aangrenzende gemeenten
De gemeente grenst aan Campo Novo de Rondônia, Costa Marques, Governador Jorge Teixeira, Nova Mamoré, São Francisco do Guaporé en São Miguel do Guaporé. 

### Landsgrens
En met als landsgrens aan de gemeente Puerto Siles en San Joaquín in de provincie Mamoré en aan de gemeente Guayaramerín in de provincie Vaca Díez in het departement Beni in het buurland Bolivia.

### Hydrografie
De plaats Guajará-Mirim ligt aan de rivier de Mamore en deze vormt de landsgrens. De rivier de Cautário vormt de zuidelijke gemeentegrens en mondt uit in de Mamore.

### Beschermde gebieden
Bosgebieden
- Reserva Extrativista Barreiro das Antas
- Reserva Extrativista do Rio do Cautário
- Reserva Extrativista do Rio Ouro Preto

Inheemse gebieden
- Terra Indígena Igarapé Lage
- Terra Indígena Pacaas Novas
- Terra Indígena Rio Guaporé
- Terra Indígena Rio Negro Ocaia
- Terra Indígena Sagarana
- Terra Indígena Uru-Eu-Wau-Wau

Nationale parken
- Parque Nacional de Pacaás Novos
- Parque Nacional Serra da Cutia

## Verkeer en vervoer

### Wegen
Guajará-Mirim is via de BR-425 verbonden in noordelijke richting.

### Waterwegen
Er is een veerdienst tussen Guajará-Mirim en de Boliviaanse plaats Guayaramerín over de rivier de Mamore.

### Luchtwegen
Naast de plaats ligt de luchthaven Aeroporto de Guajará-Mirim.

### Spoor
De spoorlijn Estrada de Ferro Madeira-Mamoré verbond Guajará-Mirim (aan de rivier de Mamore) met Porto Velho (aan de rivier de Madeira). De aanleg heeft veel werknemers het leven gekost en het wordt daarom ook wel het "Duivelsspoor" genoemd. De locomotief bij het voormalige station is een van de toeristische trekpleisters van de gemeente.